# B.B. King
Riley B. King (sinh ngày 16 tháng 9 năm 1925, mất ngày 14 tháng 5 năm 2015), được biết tới với nghệ danh B.B. King, là nghệ sĩ guitar, ca sĩ và nhạc sĩ nhạc blues người Mỹ. King được công nhận rộng rãi là một trong những nghệ sĩ nhạc blues có ảnh hưởng nhất với biệt danh "Ông hoàng nhạc blues" và là một trong số "Bộ 3 King của blues guitar" (hai người còn lại là Albert King và Freddie King).
Năm 2011, tạp chí Rolling Stone từng xếp ông ở vị trí số 6 trong danh sách "100 tay guitar vĩ đại nhất" (trước đó là vị trí số 3 trong danh sách năm 2003), ngoài ra là vị trí số 7 trong danh sách "50 nghệ sĩ guitar mọi thời đại" của hãng Gibson. Theo Edward M. Komara, King "đã mang tới phong cách chơi guitar đầy tinh vi kết hợp giữa việc chơi solo miết dây và cách tạo rung huyền ảo, từ đó ảnh hưởng tới tất cả những nghệ sĩ guitar nhạc blues kế cận". Ông được vinh danh tại Đại sảnh Danh vọng Rock and Roll vào năm 1987. King còn nổi tiếng với việc đi lưu diễn không ngừng nghỉ suốt sự nghiệp của mình, với khoảng 200-300 buổi diễn mỗi năm cho tới tận lúc ông 70 tuổi. Năm 1956 đánh dấu kỷ lục khi ông tham gia tới 342 buổi diễn khác nhau. Hiện tại, hàng năm ông vẫn đạt mức 100 buổi diễn.
Qua thời gian, King đã phát triển cho mình một phong cách chơi guitar riêng biệt. Ông lấy cảm hứng từ Blind Lemon Jefferson, T-Bone Walker và nhiều nghệ sĩ khác, thêm vào đó là kỹ thuật miết dây đặc trưng và phức tạp với kỹ năng tạo rung đặc biệt – cả hai đã trở thành những khái niệm vỡ lòng đối với bất kể nghệ sĩ guitar nào. Cách nhấn nhá và phân câu của ông cũng là niềm cảm hứng cho hàng ngàn nghệ sĩ. King đã hòa trộn blues, jazz, swing, pop và jump thành một thứ âm thanh duy nhất. Ông từng nói "Khi tôi hát, tôi thả tâm hồn mình; giây phút mà tôi ngừng cất giọng, tôi dành tiếng hát cho Lucille".
Ngày 1 tháng 5 năm 2015, ông phải 2 lần nhập viện bởi biến chứng cao huyết áp và tiểu đường. King qua đời vào ngày 14 tháng 5 tại nhà riêng ở Las Vegas, Nevada.
Ngày 16 tháng 9 năm 2019, Google vinh danh ngày sinh lần thứ 94 của ông trên trang Doodle.

## Danh sách đĩa nhạc
Album phòng thu
- Singin' the Blues (1956)
- The Blues (1958)
- B.B. King Wails (1959)
- Sings Spirituals (1959)
- The Great B.B. King (1960)
- My Kind of Blues (1960)
- King of the Blues (1960)
- Blues For Me (1961)
- Blues in My Heart (1962)
- Easy Listening  (1962)
- B.B. King (1963)
- Mr. Blues (1963)
- Confessin' the Blues (1966)
- Blues on Top of Blues (1968)
- Lucille (1968)
- Live & Well (1969)
- Completely Well (1969)
- Indianola Mississippi Seeds (1970)
- B.B. King in London (1971)
- L.A. Midnight (1972)
- Guess Who (1972)
- To Know You Is to Love You (1973)
- Friends (1974)
- King Size (1977)
- Midnight Believer (1978)
- Take It Home (1979)
- There Must Be a Better World Somewhere (1981)
- Love Me Tender (1982)
- Blues 'N' Jazz (1983)
- Six Silver Strings (1985)
- King of the Blues: 1989 (1988)
- There is Always One More Time (1991)
- Blues Summit (1993)
- Lucille & Friends (1995)
- Deuces Wild (1997)
- Blues on the Bayou (1998)
- Let the Good Times Roll (1999)
- Makin' Love Is Good for You (2000)
- A Christmas Celebration of Hope (2001)
- Reflections (2003)
- B. B. King & Friends: 80 (2005)
- One Kind Favor (2008)

Album hợp tác
- Riding with the King (2000, cùng Eric Clapton)